# Rothesay Open 2022 - Qualificazioni singolare femminile
Le qualificazioni del singolare del Rothesay Open 2022 sono state un torneo di tennis preliminare per accedere alla fase finale della manifestazione. Le vincitrici dell'ultimo turno sono entrate di diritto nel tabellone principale. In caso di ritiro di una o più giocatrici aventi diritto, a queste sono subentrate le Lucky loser, ossia le giocatrici che hanno perso nell'ultimo turno ma che avevano una classifica più alta rispetto alle altre partecipanti che avevano comunque perso nel turno finale.

## Teste di serie
1. Rebecca Marino (spostata nel tabellone principale)
2. Astra Sharma (ultimo turno)
3. Maddison Inglis (ultimo turno)
4. Katarzyna Kawa (qualificata)
5. Darija Snihur (qualificata)
6. Cristina Bucșa (qualificata)

1. Katie Boulter (qualificata)
2. Tessah Andrianjafitrimo (ultimo turno)
3. Asia Muhammad (primo turno)
4. Gabriela Lee (primo turno)
5. Caroline Dolehide (primo turno)
6. Emina Bektas (primo turno)

### Qualificate
1. Eden Silva
2. Yuriko Miyazaki
3. Katie Boulter

1. Katarzyna Kawa
2. Darija Snihur
3. Cristina Bucșa

## Tabellone

### Legenda
| - Q = Qualificato - WC = Wild card - LL = Lucky loser | - ALT = Alternate - SE = Special Exempt - PR = Protected Ranking | - w/o = Walkover - r = Ritirato - d = Squalificato |

### Sezione 1
|  | Primo turno | Primo turno     | Primo turno     | Primo turno | Primo turno |  |  | Ultimo turno | Ultimo turno    | Ultimo turno | Ultimo turno | Ultimo turno |  |
|  |             |                 |                 |             |             |  |  |              |                 |              |              |              |  |
|  | Alt         | Aldila Sutjiadi | Aldila Sutjiadi | 6(1)        | 2           |  |  |              |                 |              |              |              |  |
|  |             | Sarah Beth Grey | Sarah Beth Grey | 7           | 6           |  |  |              | Sarah Beth Grey | 7            | 5            | 2            |  |
|  |             | Eden Silva      | 5               | 7           | 7           |  |  |              | Eden Silva      | 5            | 7            | 6            |  |
|  | 9           | Asia Muhammad   | 7               | 6(1)        | 5           |  |  |              |                 |              |              |              |  |

### Sezione 2
|  | Primo turno | Primo turno       | Primo turno       | Primo turno | Primo turno |  |  | Ultimo turno | Ultimo turno    | Ultimo turno | Ultimo turno | Ultimo turno |  |
|  |             |                   |                   |             |             |  |  |              |                 |              |              |              |  |
|  | 2           | Astra Sharma      | Astra Sharma      | 7           | 6           |  |  |              |                 |              |              |              |  |
|  |             | Urszula Radwańska | Urszula Radwańska | 5           | 1           |  |  | 2            | Astra Sharma    | 6            | 2            | 0            |  |
|  |             | Yuriko Miyazaki   | 65                | 6           | 6           |  |  |              | Yuriko Miyazaki | 3            | 6            | 6            |  |
|  | 10          | Gabriela Lee      | 7                 | 4           | 2           |  |  |              |                 |              |              |              |  |

### Sezione 3
|  | Primo turno | Primo turno     | Primo turno     | Primo turno | Primo turno |  |  | Ultimo turno | Ultimo turno    | Ultimo turno | Ultimo turno | Ultimo turno |  |
|  |             |                 |                 |             |             |  |  |              |                 |              |              |              |  |
|  | 3           | Maddison Inglis | Maddison Inglis | 6           | 6           |  |  |              |                 |              |              |              |  |
|  | WC          | Ella McDonald   | Ella McDonald   | 2           | 1           |  |  | 3            | Maddison Inglis | 6            | 2            | 3            |  |
|  |             | Liang En-shuo   | Liang En-shuo   | 2           | 5           |  |  | 7            | Katie Boulter   | 3            | 6            | 6            |  |
|  | 7           | Katie Boulter   | Katie Boulter   | 6           | 7           |  |  |              |                 |              |              |              |  |

### Sezione 4
|  | Primo turno | Primo turno       | Primo turno       | Primo turno | Primo turno |  |  | Ultimo turno | Ultimo turno   | Ultimo turno | Ultimo turno | Ultimo turno |  |
|  |             |                   |                   |             |             |  |  |              |                |              |              |              |  |
|  | 4           | Katarzyna Kawa    | Katarzyna Kawa    | 6           | 6           |  |  |              |                |              |              |              |  |
|  | PR          | Kimberly Birrell  | Kimberly Birrell  | 4           | 1           |  |  | 4            | Katarzyna Kawa | 7            | 4            | 6            |  |
|  |             | Jana Fett         | Jana Fett         | 6           | 6           |  |  |              | Jana Fett      | 5            | 6            | 2            |  |
|  | 11          | Caroline Dolehide | Caroline Dolehide | 2           | 4           |  |  |              |                |              |              |              |  |

### Sezione 5
|  | Primo turno | Primo turno    | Primo turno    | Primo turno | Primo turno |  |  | Ultimo turno | Ultimo turno  | Ultimo turno | Ultimo turno | Ultimo turno |  |
|  |             |                |                |             |             |  |  |              |               |              |              |              |  |
|  | 5           | Darija Snihur  | Darija Snihur  | 6           | 6           |  |  |              |               |              |              |              |  |
|  | WC          | Freya Christie | Freya Christie | 4           | 1           |  |  | 5            | Darija Snihur | 7            | 4            | 6            |  |
|  |             | Danielle Lao   | 7              | 2           | 6           |  |  |              | Danielle Lao  | 65           | 6            | 4            |  |
|  | 12          | Emina Bektas   | 64             | 6           | 1           |  |  |              |               |              |              |              |  |

### Sezione 6
|  | Primo turno | Primo turno             | Primo turno | Primo turno | Primo turno |  |  | Ultimo turno | Ultimo turno            | Ultimo turno            | Ultimo turno | Ultimo turno |  |
|  |             |                         |             |             |             |  |  |              |                         |                         |              |              |  |
|  | 6           | Cristina Bucșa          | 6           | 5           | 6           |  |  |              |                         |                         |              |              |  |
|  |             | Naiktha Bains           | 4           | 7           | 4           |  |  | 6            | Cristina Bucșa          | Cristina Bucșa          | 6            | 6            |  |
|  | WC          | Hephzibah Oluwadare     | 2           | 6           | 1           |  |  | 8            | Tessah Andrianjafitrimo | Tessah Andrianjafitrimo | 3            | 2            |  |
|  | 8           | Tessah Andrianjafitrimo | 6           | 4           | 6           |  |  |              |                         |                         |              |              |  |